# Megatrachelus
Megatrachelus is een geslacht van kevers uit de familie oliekevers (Meloidae).
Het geslacht is voor het eerst wetenschappelijk beschreven in 1845 door Motschulsky.

## Soorten
Het geslacht omvat de volgende soorten:
- Megatrachelus pallidipennis (Motschulsky, 1845)
- Megatrachelus politus (Gebler, 1832)
- Megatrachelus quadricollis (Fairmaire, 1892)
- Megatrachelus sibiricus (Tauscher, 1812)
- Megatrachelus subpolitus (Reitter, 1911)